# Dorfkirche Dreesch

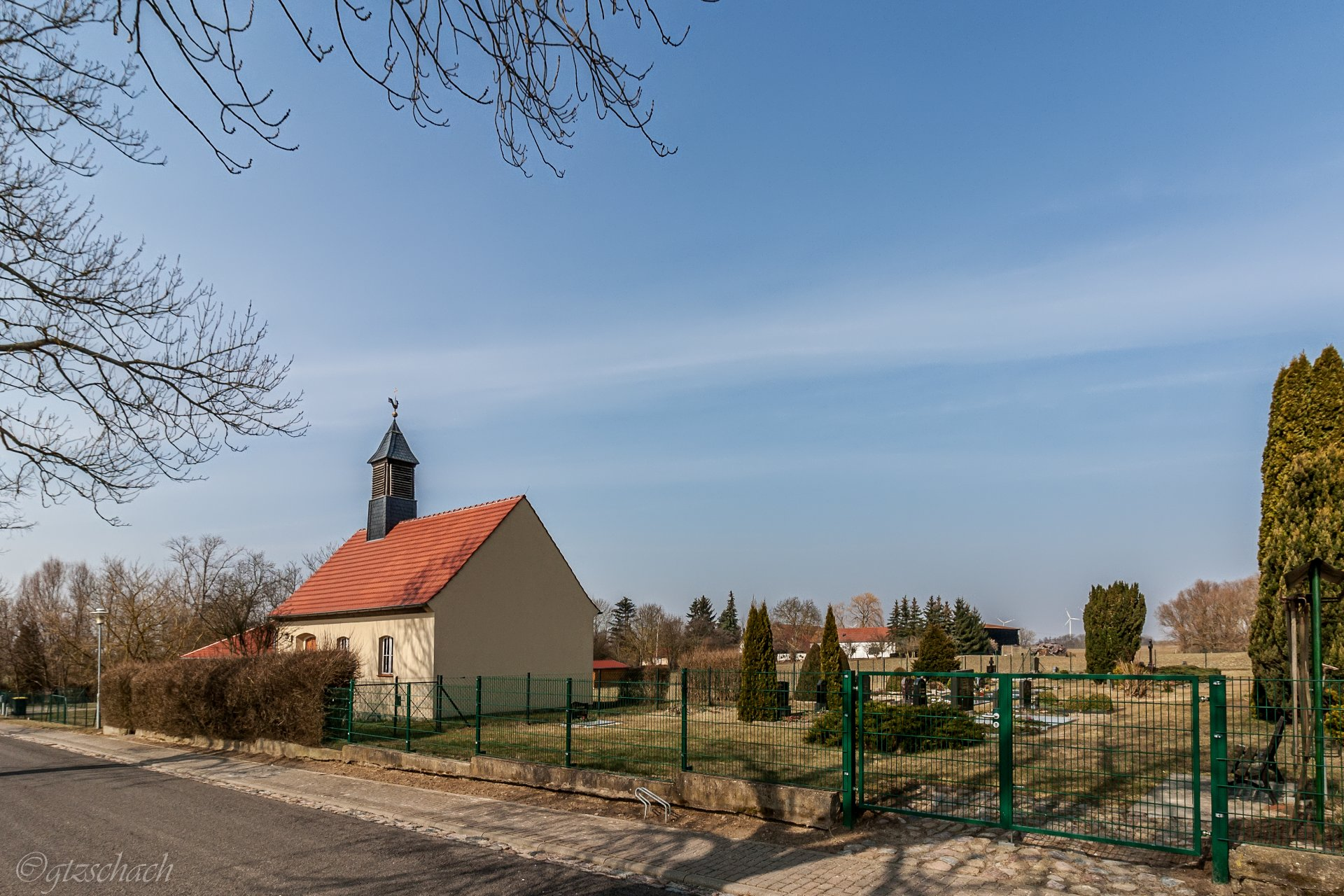
Dorfkirche Dreesch

Die evangelische, denkmalgeschützte Dorfkirche Dreesch steht in Dreesch, einem Ortsteil der Gemeinde Grünow im Landkreis Uckermark in Brandenburg. Die Kirchengemeinde gehört zum Pfarrsprengel Drense im Kirchenkreis Uckermark der Evangelischen Kirche Berlin-Brandenburg-schlesische Oberlausitz.

## Beschreibung
Die verputzte Saalkirche wurde 1956 erbaut. Aus ihrem Satteldach erhebt sich im Westen ein quadratischer, schiefergedeckter Dachreiter, der mit einem Pyramidendach bedeckt ist. Er beherbergt hinter seinen Klangarkaden den Glockenstuhl.
Der Innenraum ist mit einem hölzernen, spitz zulaufenden Tonnengewölbe überspannt, das auf holzverschalten Wandvorlagen ruht. Die Innenarchitektur ist expressionistisch gestaltet. Die Orgel mit fünf Registern auf einem Manual und angehängtem Pedal wurde 1965 als Opus 1 (Meisterstück) von Ulrich Fahlberg gebaut.